# Фиат CR.32
„Фиат CR.32“ е италиански биплан изтребител, ползван в Гражданската война в Испания и във Втората световна война, произвеждан серийно главно във „ФИАТ“, Торино, Италия (1935-1942), също и в Севиля, Испания (1938).
Въпреки че е сред най-добрите изтребители биплани на своето време, CR.32 е изместен от новите конструкции на самолети моноплани. През 1939 година е вече самолет с остаряла аеродинамична схема и ниски полетни характеристики.

## Технически характеристики
| Характеристика            | Показател                                                                |
| ------------------------- | ------------------------------------------------------------------------ |
| Производител              | Fiat – Италия                                                            |
| Екипаж                    | 1                                                                        |
| Двигател                  | Fiat A30 RA-bis V12                                                      |
| Мощност                   | 447 kw/ 600 hp                                                           |
| Разпереност               | 9,5 m                                                                    |
| Дължина                   | 7,47 m                                                                   |
| Височина                  | 2,36 m                                                                   |
| Площ на крилото           | 22,1 m2                                                                  |
| Маса празен               | 1455 kg                                                                  |
| Маса максимална           | 1975 kg                                                                  |
| Максимална скорост        | 365 km/h                                                                 |
| Далечина на полета        | 781 km                                                                   |
| Максимална скороподемност | 9 m/s                                                                    |
| Таван                     | 8800 m                                                                   |
| Въоръжение                | - Картечници : 2 × 7.7 mm или 12.7 mm тип Breda-SAFAT - Бомби: До 100 kg |

|  | Уикипедия разполага с Портал:Авиация |